# Familles von Stosch
von Stosch est le nom de deux familles nobles silésiennes. Une famille, dont certaines branches existent encore aujourd'hui, appartient à l'ancienne noblesse silésienne. En raison d'une adoption, une branche porte depuis 1936 le nom de Stosch von Tetta. Depuis le début du XVIIIe siècle, il existe en outre une famille de noblesse de lettres du même nom, dont les membres sont confirmés plusieurs fois dans leur noblesse au cours du XIXe siècle.

## Famille noble

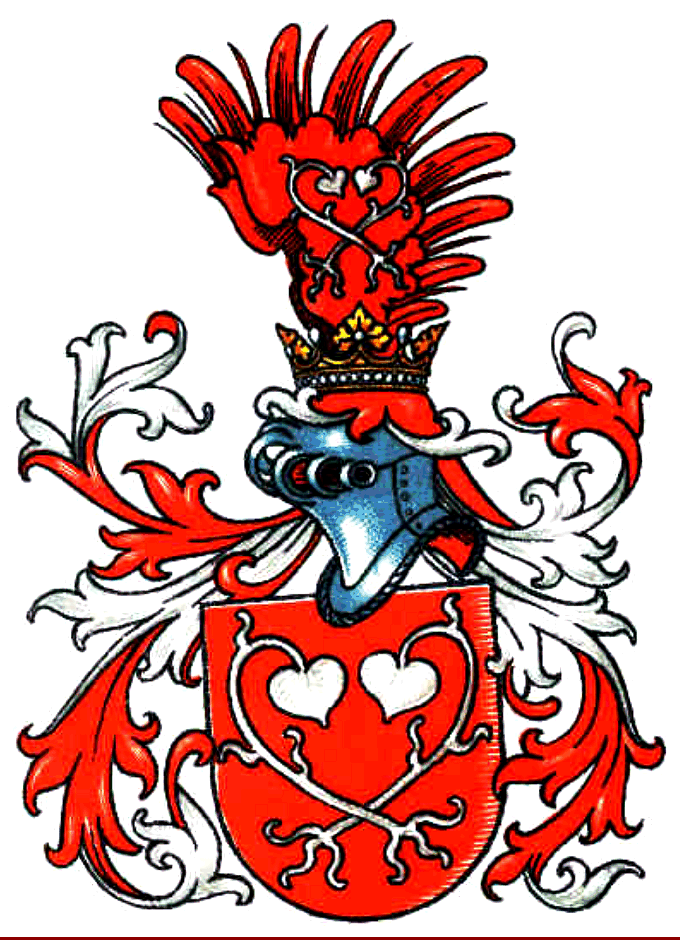
Les armoiries de la famille von Stosch

### Histoire

#### Origine
D'après Kneschke, les seigneurs de Stosch sont apparentés à la famille noble von Kaunitz (de), elle aussi originaire de Silésie. Les deux familles portent également un blason similaire avec des feuilles de mer comme figure héraldique. Les premiers membres de la famille Stosch en Silésie se sont donc appelés Stosch von Kaunitz. Le comte Otto Stosch, qui apparait déjà en 1181 comme seigneur de la couronne des Polonais et des Silésiens réunis, aurait été l'ancêtre des futurs comtes et barons von Stosch. Avec les autres familles apparentées, les Augezdecz, Martinic (de), Talmberg (de), Richnowsky von Reichenau et Černčický von Kácov (de), les von Stosch appartiennent à l'ensemble de la maison Kaunitz (de).
Le Genealogisches Handbuch des Adels commence la lignée ininterrompue de la famille avec Leonardus, qui apparaît pour la première fois dans un document le 8 mai 1250. Il est nommé dans le document comme témoin de Konrad, chanoine de Breslau et proto-notaire du duc Henri de Silésie.

#### Expansion et personnalités
Dès le XIIIe siècle, il existait trois lignées, une en Haute-Silésie et deux en Basse-Silésie. La lignée de Haute-Silésie, qui s'appelle Stosch zu Kaunitz, se serait éteinte à la fin du XVIe siècle. Mais en 1632, Otto Heinrich Stosch, baron de Kaunitz, apparaît encore comme gouverneur de la principauté de Sagan. Les lignées de Basse-Silésie, qui ne s'écrivent que von Stosch, se divisent en plusieurs lignées secondaires et maisons. L'église paroissiale Saint-Laurent de Tschirnau abrite plusieurs épitaphes, pierres tombales et plaques d'inscription de membres de la famille noble Stosch.
Les plus anciennes maisons ancestrales de la famille sont, entre autres, Peterwitz, qui à cette époque appartient encore au duché de Breslau et est exploitée avant 1241 et jusqu'en 1278 par le comte Pierre, fils de Stosso ("comes Petrus, filius quondam Stossonis"), Siegroth dans le duché de Brieg avec la branche de Lorenzdorf (toutes deux éteintes au cours du XVIIIe siècle) ainsi que Mondschütz dans le duché de Wohlau (de). La maison de Mondschütz est à son tour divisée en les maisons voisines de Tschirnau, Simbschen, Schwarzau, Großwangen, Rinnersdorf, Wandritsch, Kunzendorf et Conradswaldau. La maison de Kreidelwitz, une branche de la maison de Schwarzau, s'éteint en 1688. Melchior Friedrich von Stosch, décédé en 1724 en tant que juge de la cour et député de la principauté de Wohlau, rédige une vaste histoire familiale des différentes lignées et branches.
En 1701, Caspar von Stosch obtient le titre de baron de Bohême. La lignée des barons se divise en une lignée aînée et une lignée cadette, dont la première se scinde en deux autres lignées secondaires. En 1857, un baron von Stosch est seigneur de Lankau dans l'ancien arrondissement de Namslau (de).
Hans Gottlieb von Stosch est élevé au rang de comte prussien par le roi Frédéric-Guillaume III en 1798. Il est marié à Amalia Henriette, comtesse von Hoym, fille du ministre d' État secret royal prussien Karl Georg von Hoym. Leur fils Georg comte von Stosch (né en 1793), seigneur de Manze, Reysau, Rosswitz, Glofenau, Dürrhartau, Kaltenhaus et Sadewitz, meurt en 1863 comme directeur paysagiste des principautés de Breslau et Brieg. Il se marie deux fois, d'abord avec Minna baron von Saurma (morte en 1824) et ensuite avec Luise von Kleist (1802-1855). Luise, également appelée Lulu, est la fille de Marie von Kleist (de), dame d'honneur et amie de la reine Louise de Prusse. Le comte Georg laisse derrière lui quatre fils et une fille de son second mariage.
Felix comte von Stosch (né en 1795), frère de Georg et seigneur des domaines Hartau et Lawaldau, épouse Luise von Grolman (née en 1806) en 1830. Le couple a deux fils. Hans comte von Stosch (né en 1797), le frère cadet de Georg et Félix, seigneur des domaines polonais-Kessel, Jany et Stoschendorf, devient directeur paysagiste de la principauté de Glogau-Sagan.
Dans la Marche de Brandebourg, la famille possède Glogsen en 1720, Baudach, Grimnitz, Hammer et Balkow en 1740, Gollzen à partir de 1680, Leeskow en 1750 et Niedewitz, Steinbach et Steinitz en 1800. Toujours au milieu du XIXe siècle, les membres de la lignée comtale en Silésie possèdent Manze, Glofenau, Dürrhartau, Reisau et Rosswitz dans l'arrondissement de Nimptsch, Sadewitz dans l'arrondissement de Breslau, Hartau dans l'arrondissement de Sprottau, Lawaldau dans l'arrondissement de Grünberg-en-Silésie ainsi que Polnisch-Kessel, une ancienne propriété familiale également située dans l'arrondissement de Grünberg.

#### Élévations
De la maison de Kleinwirsewitz, Caspar von Stosch auf Gröditz, Altwasser et Kleinwirsewitz, ancien de la principauté de Wohlau, reçoit le 17 janvier 1701 à Vienne le titre de baron de Bohême. Également issus de la maison de Kleinwirsewitz, les cousins Caspar Anton Bernhard auf Niederpopschütz, major prussien à la retraite, Eduard, Rittmeister prussien à la retraite, et Rudolf von Stosch auf Oberjohnsdorf, Rittmeister prussien à la retraite, obtiennent le 14 avril 1840 une reconnaissance prussienne de la qualité de baron par décret ministériel.
Hans Gottlieb von Stosch auf Hartau, chambellan prussien, originaire de la maison d'Hartau, est élevé le 6 juillet 1798 au rang de comte prussien à Berlin.

### Blason

#### armoiries familiales
Les armoiries de la famille montrent deux algues argentées croisées et déchirées en rouge, chacune avec une feuille pliée. Sur le casque avec les lambrequins rouge et argent couvre un vol rouge fermé avec l'image du bouclier sur le devant.

#### Armoiries baronniales
Les armoiries baronniales décernées en 1701 montrent les armoiries principales avec deux casques. Les deux casques sont égaux au casque parent. Deux hommes en armure comme porte-boucliers.

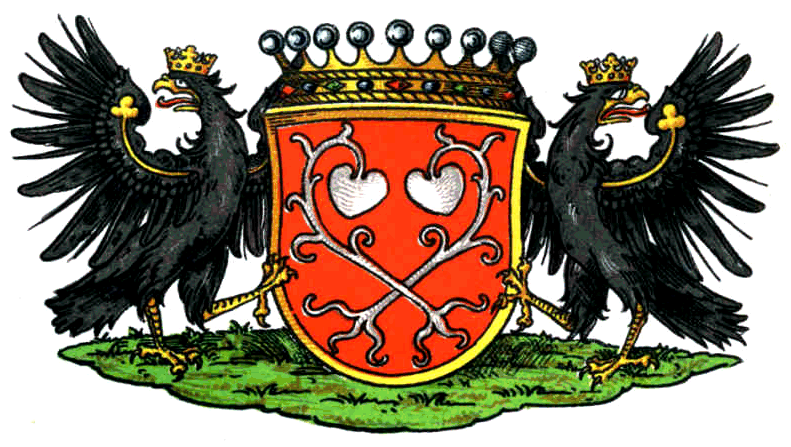
Armoiries des comtes von Stosch

#### Armoiries comtales
Les armoiries comtales, décernées en 1798, reprennent les armoiries de la famille, mais l'écu avec une bordure dorée. Deux aigles noirs prussiens couronnés d'or comme porte-boucliers, les ailes couvertes de tiges de trèfle d'argent.

### Possessions
- Alt Kessel  près de Grünberg

### Stosch von Tettau
Le 1er février 1936 à Berlin, le département des questions de noblesse décide de ne pas s'opposer à l'utilisation du nom de comte von Stosch baron de Tettau pour Joachim baron de Tettau, fils adoptif du major royal prussien Albrecht comte von Stosch sur Hartau. Aucun blason n'est défini.

### Membres notables de la famille
- Friedrich von Stosch (1689-1752), général de division prussien
- Günther von Stosch (de) (1893–1955), fonctionnaire du gouvernement allemand
- Simone von Stosch (de) (née en 1964), journaliste de télévision allemande

## Famille de noblesse de lettres

### Histoire
Une autre famille du même nom originaire de Silésie, dont la lignée avérée remonte au Magister Bartholomäus Stoschius (1566-1625), reçu au début du XVIIIe Siècle la noblesse prussienne, qui a été confirmée aux membres de la famille à différentes époques.
L'ancêtre Bartholomäus Stoschius est recteur de l'école princière de Strehlen. Son fils Bartholomäus Stosch le Jeune (de) (1604-1686) est un important théologien réformé et électoral brandebourgeois ainsi que le prédicateur de la cour supérieure et de la cathédrale de Berlin pour le prince-électeur de Brandebourg. De 1662 à 1663, il participe au dialogue religieux de Berlin entre les luthériens et les réformés de la Marche, à l'initiative du Grand Électeur. Ses fils Friedrich Wilhelm Stosch (de) (1648–1704), secrétaire d'État secret royal prussien, et Wilhelm Heinrich Stosch, chambellan secret royal prussien, reçoivent le 18 janvier 1701 à Königsberg, le couronnement royal de Frédéric III de Brandebourg (de), la noblesse prussienne.
D'autres membres de la famille reçoivent des renouvellements de noblesse, dont Wilhelm Stosch, lieutenant prussien dans la cavalerie, le 18 avril 1811 à Berlin, Ferdinand Stosch, capitaine d'état-major prussien, le 11 janvier 1815 à Vienne, les frères August Wilhelm, plus tard médecin-chef secret royal prussien et médecin personnel de la reine, Karl Friedrich, premier lieutenant prussien et adjudant de la 3e brigade de cavalerie, et Gustav Heinrich Friedrich Stosch, lieutenant prussien puis colonel de la brigade d'artillerie de la Garde, le 24 avril 1823 à Berlin, Hans Stosch, surintendant et prédicateur en chef à Bütow en Poméranie, le 6 mai 1871 à Berlin, et Richard Stosch, gouvernement royal prussien et officier du bâtiment à Stade, le 23 octobre 1911 par l'ordre le plus élevé du cabinet au Nouveau Palais de Potsdam (diplôme délivré le 22 janvier 1912 à Berlin).
Une association familiale fondée le 11 décembre 1909 organise des journées familiales à Berlin les années impaires.

### Blason

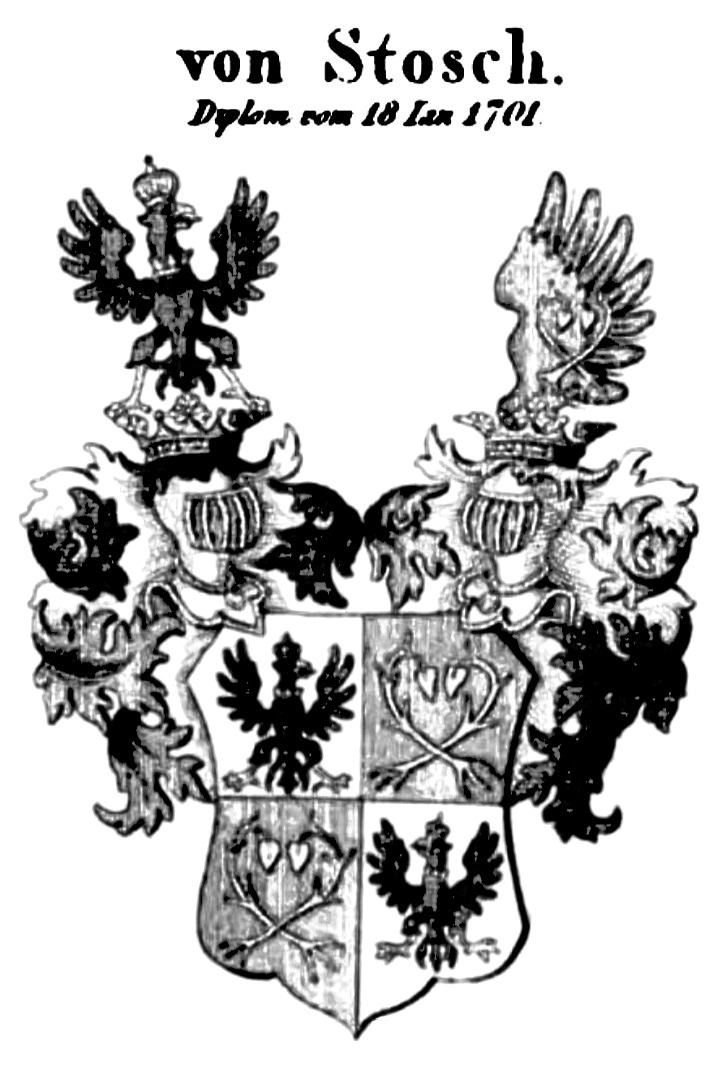
Armoiries selon le diplôme de noblesse prussienne 1701

Le blason décerné en 1701 est écartelé. 1 et 4 en argent un aigle noir prussien armé d'or à couronne royale, les ailes couvertes de tiges de trèfle d'argent. 2 et 3 en rouge deux feuilles de mer argentées avec les pointes recourbées l'une vers l'autre avec des tiges recourbées avec les extrémités des racines croisées (armoiries ancestrales de la famille Uradel von Stosch). Le blason a deux casques avec des lambrequins rouges, noirs et argentés, à droite l'aigle, à gauche une aile rouge recouverte de feuilles de mer.
Les armoiries décernées lors des renouvellements de noblesse en 1811, 1815, 1823, 1871 et 1912 sont identiques aux armoiries familiales de la famille noble silésienne von Stosch. En rouge, deux feuilles de mer argentées, dont les pointes sont recourbées l'une vers l'autre, avec des tiges recourbées avec les extrémités des racines croisées. Sur le casque avec des couvertures rouges et argentées une aile inscrite comme le bouclier.

### Personnalités
- Ferdinand von Stosch (de) (1784-1857), lieutenant général prussien
- Albrecht von Stosch (1818–1896), officier et homme politique prussien, homonyme de la frégate de croisière SMS Stosch
- Erich von Stosch (de) (1877-1946), administrateur de l'arrondissement de Wernigerode (de)
- Hans-Hubertus von Stosch (de) (1889-1945), vice-amiral allemand
- Klaus von Stosch (de) (né en 1971), théologien catholique allemand